# Младен Михалев – Маджо
Младен Йорданов Михалев (известен с прякора си Маджо) е български бизнесмен, бивш състезател по борба, чието име се свързва с организираната престъпност от времената на прехода.

## Биография
Младен Михалев е роден на 13 октомври 1964 г. в град Силистра.
Учи в ОУ „Отец Паисий“ в града. През младежките си години е състезател по борба и поради показаните добри спортни резултати е прехвърлен в училище „Олимпийски надежди“ в София. През втората половина на 80-те години Михалев се състезава като професионален борец в свободния стил за отбора на МВР „Левски Спартак“.
След промените от 1989 е един от съоснователите на сенчестата икономическа групировка СИК. Масон от 1996 г.
Твърди се, че стартът на бизнес-кариерата на Маджо се дължи на бившия министър на вътрешните работи и зам.-шеф на Първо главно управление на ДС ген. Любен Гоцев. Става обект на няколко покушения в хода на гангстерските войни в страната през 90-те години на миналия век, като при едно от тях е тежко ранен.
След убийството на приближения му Милчо Бонев през 2004 г., Михалев напуска България и живее предимно в швейцарския град Цуг. По непотвърдена информация в Швейцария също са правени опити за покушение срещу него.
Името му се появява през 2012 година в сайта Уикилийкс, откъдето изтича секретен доклад за босовете на организираната престъпност в страната. Докладът е изготвен от агенти на ЦРУ в София през 2006 г. и носи подписа на посланик Джон Байърли.
Няколко източника сочат, че Младен Михалев има значително участие в десетки фирми регистрирани в България, както и в такива регистрирани в офшорни зони.